# Juan de Acuña (vescovo)
Juan de Acuña, a volte italianizzato in Giovanni d'Acugna, (Miguel Esteban, 1475 circa – L'Aquila, 25 luglio 1578) è stato un vescovo cattolico e diplomatico spagnolo.

## Biografia
Nacque a Miguel Esteban (nell'odierna provincia di Toledo, Castiglia-La Mancia) intorno al 1475, nella nobile famiglia spagnola de Acuña. Il padre era infatti Fernando Vázquez de Acuña y Villodre (nipote del Duca di Huete Lope Vázquez de Acuña y Carrillo de Albornoz), la madre era Aldonza de Villaseñor y Gutiérrez de Tapia, proveniente dalla nobiltà locale di Miguel Esteban.
Da giovane si recò a Roma, dove compì i suoi studi e entrò nel clero secolare. Durante il periodo trascorso a Roma maturò inoltre una significativa esperienza diplomatica per il regno di Spagna.
Già in età molto avanzata, il 15 gennaio 1561 fu nominato vescovo dell'Aquila da Filippo II di Spagna e quindi approvato da papa Pio IV. Data la sua anzianità, fu nominato un vicario apostolico presso la diocesi, Ercole Lamia. Durante il suo episcopato Juan de Acuña attuò le disposizioni del Concilio di Trento, istituendo un seminario diocesano. Convocò inoltre un sinodo diocesano nel 1578. Morì a più di cento anni nel 1578 e fu sepolto nella cattedrale cittadina dei Santi Massimo e Giorgio.